# میدلتون
میدلتون (به انگلیسی: Middleton, Nova Scotia) یک شهرک در کانادا است که در آناپولیس کانتی واقع شده‌است.

## خصوصیات
میدلتون ۱٬۷۴۹ نفر جمعیت دارد و ۲۱ متر بالاتر از سطح دریا واقع شده‌است.